# Italo Gismondi
Pour les articles homonymes, voir Gismondi.
Italo Gismondi (né le 12 août 1887 à Rome, Italie et mort dans la même ville le 2 décembre 1974) est un architecte et un archéologue italien, spécialiste de la période romaine.

## Biographie
Italo Gismondi fut admis à l’administration des Antiquités et des Beaux-Arts en 1910 et fut nommé directeur des fouilles de Ostie, charge qu’il exerça pendant 44 ans. De 1919 à 1938 il fut aussi surintendant des antiquités de la ville de Rome.
Ostie fut le principal centre d’intérêt des travaux de Gismondi, qui s’intéressa particulièrement aux aspects architectoniques des bâtiments antiques.
En tant qu'architecte, il réalisa de nombreux projets, dont le plan des forums impériaux de Rome en 1933 ; la restauration du secteur nord-ouest des thermes de Dioclétien (1927) et d’autres travaux sur le Planétarium du même complexe. Entre 1935 et 1971 Gismondi travailla à la réalisation de la fameuse maquette de Rome (Il Plastico) du musée de la Civilisation romaine à l’EUR (Esposizione Universale di Roma). Reprenant le concept de Paul Bigot, cette maquette à l’échelle 1:250, représente la ville de Rome à l’époque de Constantin au début du IVe siècle.
Par ailleurs Gismondi travailla en Italie à la Surintendance des Antiquités des Abruzzes et du Molise, à la surintendance de l’Ombrie et à la surintendance des fouilles de l’Est de la Sicile. Il mena également des travaux archéologiques en Libye, à Cyrène et en Tripolitaine.